# Dagoberto Sosa Arriaga

Dagoberto Sosa Arriaga (Aquixtla, Puebla, 15 de abril de 1955) es un obispo mexicano de la Diócesis de Tlapa en el Estado de Guerrero desde el 23 de febrero de 2013. Fue ordenado obispo en abril de 2011 tras ser nombrado obispo auxiliar de la Arquidiócesis de Puebla en donde había sido ordenado sacerdote desde 1983.

## Biografía
Nació en La Loma, Aquixtla, Puebla, el 15 de abril de 1955. Sus padres, Alfredo Sosa Morales y María del Carmen Arriaga, ambos ya fallecidos, en sus 57 años de matrimonio procrearon 8 hijos: cuatro hombres y cuatro mujeres. Luego de cursar la primaria en La Loma, Aquixtla, Puebla, prosiguió sus estudios en la Escuela Apostólica Ramón Ibarra y González.
En 1969 ingresó al Seminario Menor de Puebla, de donde, realizados los estudios correspondientes, pasó al Seminario Mayor Palafoxiano de Puebla, llevando a cabo ahí, a partir del 1975, los estudios de Filosofía y de Teología.
Recibió la ordenación sacerdotal el 24 de abril de 1983, en la Iglesia Catedral de Puebla, de manos del Excmo. Mons. Rosendo Huesca Pacheco, actual Arzobispo Emérito de Puebla.
De 1986 a 1989, frecuentó la Pontificia Universidad Gregoriana, en Roma, obteniendo ahí la Licencia en Historia de la Iglesia.
De 1983 a 1986 llevó a cabo su ministerio sacerdotal colaborando como vicario parroquial en diversas parroquias de Puebla: en la Divina Providencia (1983), en San José Mayorazgo (1984-1985), y María Reina (1986).
De 1989 a 1992 fungió como Asistente en el Seminario Menor de Puebla, y a partir del mismo año, hasta el presente, ha sido profesor de Historia de la Iglesia, en el Seminario Mayor Palafoxiano de Puebla.
Del 1992 al 2005, se desempeñó como Vicerrector del Seminario Menor de la Arquidiócesis de Puebla y del 1991 al 2005, también como Asistente del Movimiento Familiar Cristiano y Encuentro Matrimonial.
El 2005 fue nombrado párroco de Santa María de la Asunción, en Amozoc, Puebla y vicario episcopal de la Zona Pastoral Centro de la Arquidiócesis.
En 2009 fue nombrado vicario episcopal de la Pastoral, de la Arquidiócesis de Puebla.
Fue nombrado Obispo Auxiliar el 12 de abril de 2011 y el 23 de febrero de 2013 fue ordenado Obispo diocesano de la Diócesis de Tlapa por el Papa Benedicto XVI.